# Denny González
Denio Mariano "Denny" González Manzueta (nacido el 22 de julio de 1963 en Sabana Grande de Boyá) es un ex infielder dominicano que jugó en las Grandes Ligas de Béisbol. Jugó durante cinco temporadas a nivel de las Grandes Ligas con los Piratas de Pittsburgh y los Indios de Cleveland. Fue firmado por los Piratas como amateur en 1981. González jugó su primera temporada como profesional en la liga de novatos Gulf Coast League Pirates en 1981, y  su última temporada con el equipo de Triple-A afiliado a los Rojos de Cincinnati (Nashville Sounds) y los Medias Rojas de Boston (Pawtucket Red Sox) en  1992 .
González es el actual mánager de la Selección Nacional de Béisbol de la República Dominicana y ha ganado varios premios como dirigente, incluyendo Mánager del Año por la Asociación de Cronistas Deportivos de Santigao (ACDS). Además es entrenadorde bateo y asistente del mánager de las Águilas Cibaeñas en la Liga Dominicana.